# توم فلوري
توماس فلوري (بالإنجليزية: Thomas Florie)‏ الشهير باسم توم فلوري (بالإنجليزية: Tom Florie)‏ (6 سبتمبر 1897 في هاريسون، الولايات المتحدة – 26 أبريل 1966 في نورث بروفيدينس، الولايات المتحدة) لاعب كرة قدم أمريكي راحل كان يجيد اللعب في مركز المهاجم . مثل منتخب الولايات المتحدة في بطولتي كأس عالم الأولى في 1930 التي أقيمت في الأوروغواي والثانية في 1934 التي أقيمت في إيطاليا .

## وصلات خارجية
- توم فلوري على موقع الاتحاد الدولي (مؤرشف)  (الإنجليزية)
- توم فلوري على موقع قاعدة بيانات كرة القدم.إي يو (الإنجليزية)
- توم فلوري على موقع ناشيونال فوتبول تيمز (الإنجليزية)
- توم فلوري على موقع Soccerway.com (الإنجليزية)
- توم فلوري على موقع عالم كرة القدم.نت (الإنجليزية)

- هذا متحف كرة القدم